# Archiv für Architektur und Ingenieurbaukunst NRW

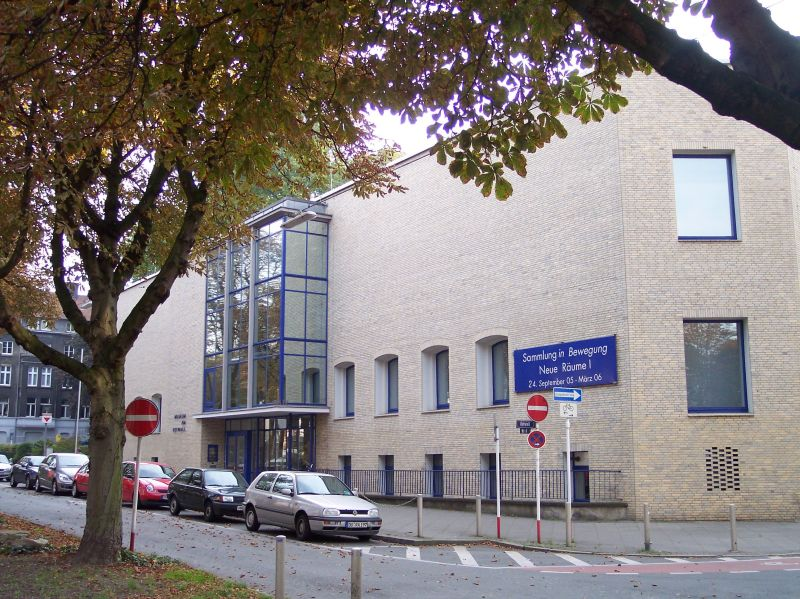
Baukunstarchiv NRW im ehemaligen Museum am Ostwall

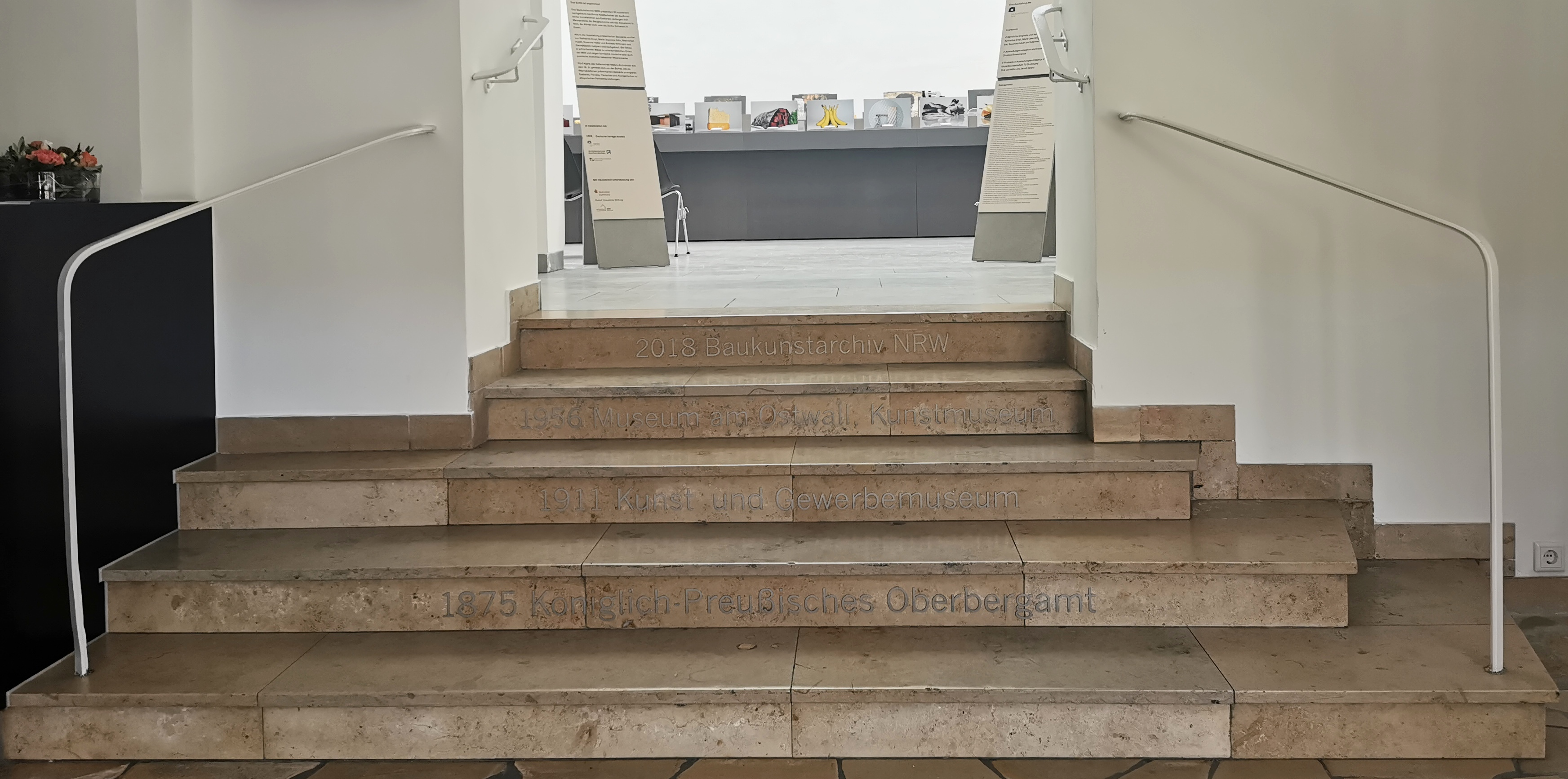
Atrium-Treppe im Baukunstarchiv NRW

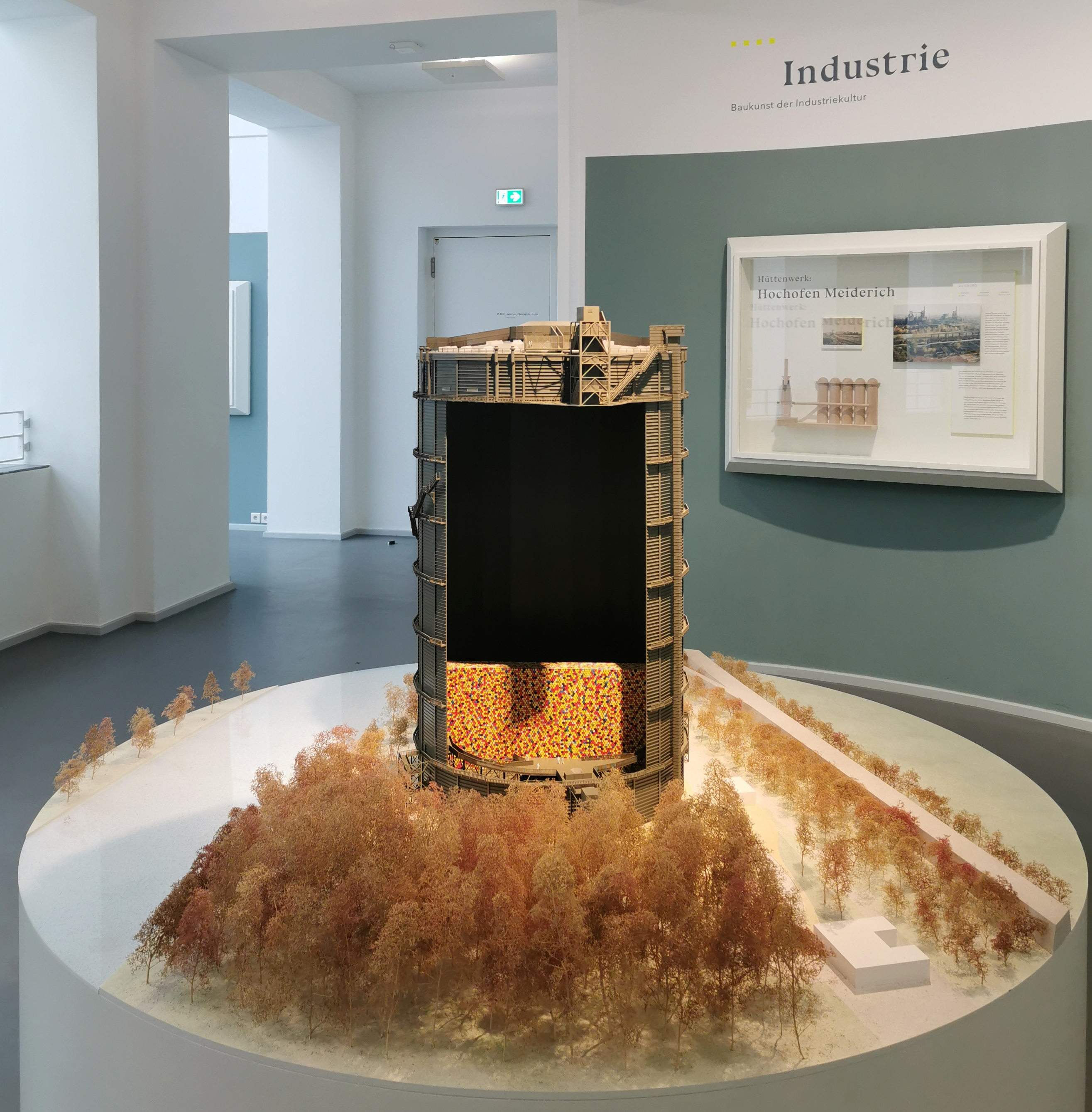
Exponate zur Industriearchitektur im Rahmen einer Ausstellung im Baukunstarchiv NRW

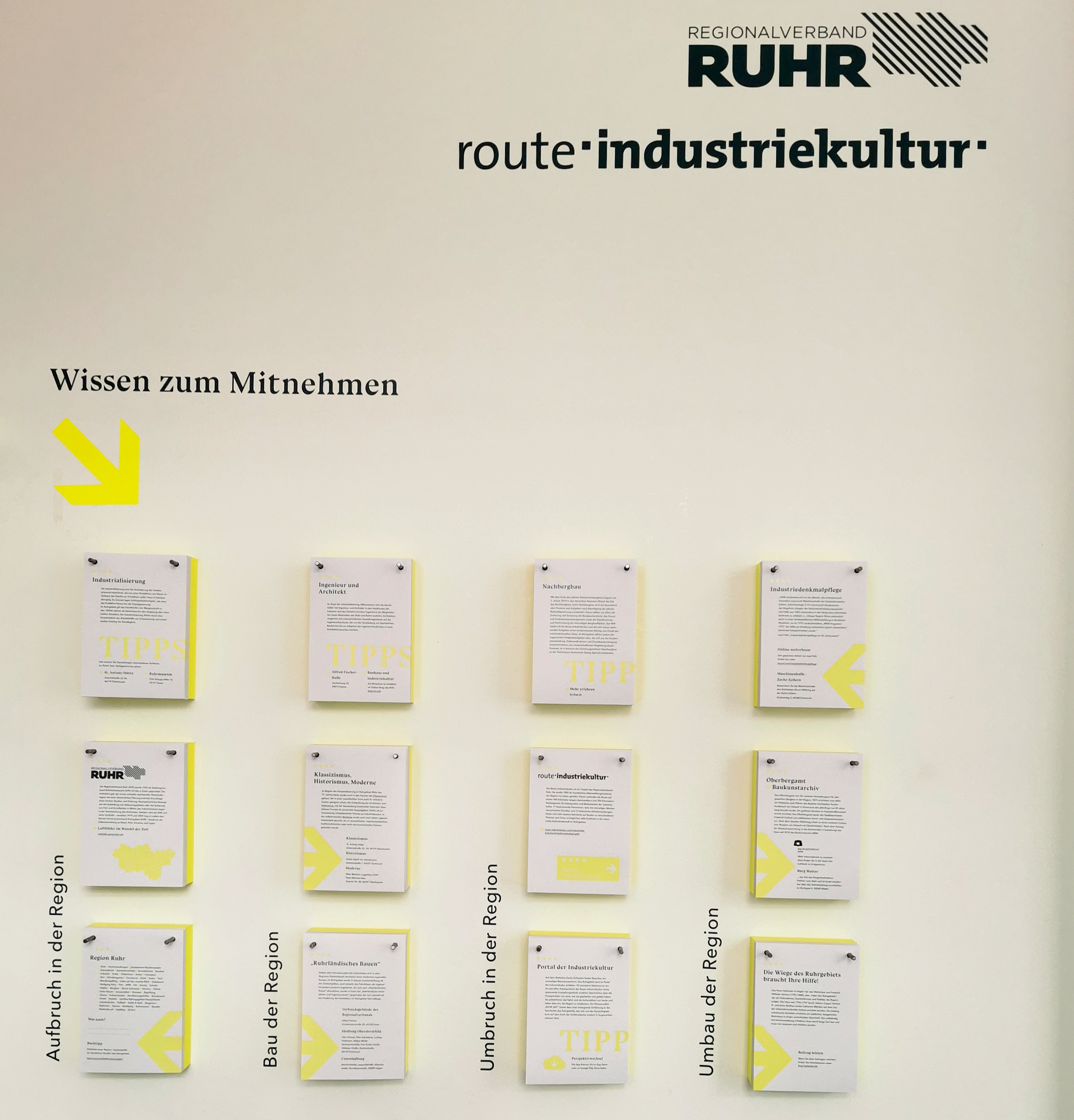
Infotafel im Baukunstarchiv NRW

Das A:AI Archiv für Architektur und Ingenieurbaukunst NRW besteht seit 1995 als zentrale Einrichtung für die Archivierung von Architektur und Ingenieurbaukunst in Nordrhein-Westfalen an der Technischen Universität Dortmund.

## Geschichte
Das A:AI Archiv für Architektur und Ingenieurbaukunst NRW wurde 1995 an der TU Dortmund als regionale Sammlung für Architekten- und Ingenieursnachlässe mit Bezug zu Nordrhein-Westfalen gegründet; die Betreuung erfolgte durch den Lehrstuhl Geschichte und Theorie der Architektur (GTA) an der Fakultät Architektur und Bauingenieurwesen.
2018 wurden die Bestände des A:AI dem neu gegründeten Baukunstarchiv NRW im Gebäude des ehemaligen Museum am Ostwall übertragen.
Das A:AI ist Mitglied der International Confederation of Architectural Museums sowie der Föderation deutschsprachiger Architektursammlungen.

## Vor- und Nachlässe
Der Bestand enthält Archivalien unter anderem von folgenden Architekten und Ingenieuren:
- Ulrich von Altenstadt
- Helge Bofinger
- Rudolf Brüning
- Harald Deilmann
- Josef Franke
- Eckhard Gerber
- Toni Hermanns
- Hanns Hoffmann
- Hans Junghanns
- Heinz Kalenborn
- Lothar Kallmeyer
- Hans P. Koellmann
- Walter Köngeter
- Bernhard Küppers
- Bruno Lambart
- Wolfgang Meisenheimer
- Paulhans Peters
- Caspar Clemens Pickel
- Stefan Polónyi
- Werner Ruhnau
- Eckhard Schulze-Fielitz
- Wilhelm Seidensticker
- Hannes Westermann

## Unternehmen
- Abteilung Brückenbau der Gutehoffnungshütte
- Wiemer & Trachte
- Stahlbauwerk Johannes Dörnen